# Paramorariopsis brigitae
Paramorariopsis brigitae is een eenoogkreeftjessoort uit de familie van de Canthocamptidae. De wetenschappelijke naam van de soort is voor het eerst geldig gepubliceerd in 2011 door Brancelj.